# Wadim Jefimowitsch Masljajew
Wadim Jefimowitsch Masljajew (russisch Вадим Ефимович Масляев; * 6. Apriljul. / 19. April 1914greg. in Panyschino (Rajon Radischtschewo); † 8. Juni 1988 in Wolgograd) war ein russischer Architekt und Hochschullehrer.

## Leben
Masljajew studierte 1931–1936 am Moskauer Architektur-Institut (MArchI). Er arbeitete dann in Alma-Ata. 1941–1945 nahm er am Deutsch-Sowjetischen Krieg teil. 1945 wurde er Mitglied der KPdSU.
Nach dem Krieg arbeitete Masljajew in Stalingrad (ab 1961 Wolgograd) zunächst als Direktor des Projektbüros des Stalingradprojekts und dann als Direktor des Projektinstituts. Er baute Wohnhäuser und 1952 das Stalingrader Pädagogische Institut (jetzt Pädagogische Universität Wolgograd). Es folgte der Palast der Arbeit (1953–1957). 1958 wurde er Hauptarchitekt der Stadt Stalingrad als Nachfolger Wassili Nikolajewitsch Simbirzews und blieb es bis 1985. Daneben leitete er den Lehrstuhl für Architektur des Stalingrader bzw. Wolgograder Instituts für Bauwesen. Er schuf das Denkmal mit dem Feuerlöschboot Gassitel für die Flüsse und Feuerwehrmänner des Wolgabeckens, die Helden des Russischen Bürgerkrieges und die Verteidiger des roten Zarizyns, das 1977 zum IV. Festival der Freundschaft der Jugend der UdSSR und der DDR in Wolgograd eingeweiht wurde. Sein wichtigstes Werk war das Panoramamuseum zur Erinnerung an die Schlacht von Stalingrad, dessen Panorama am 8. Juli 1982 eröffnet wurde. Das Museum wurde zum 40. Jahrestag des Sieges am 6. Mai 1985 eingeweiht. Zusammen mit dem Bildhauer Wiktor Georgijewitsch Fetissow errichtete er an der Stirnwand des Pawlowhauses eine Gedenkwand zur Erinnerung an die Verteidiger des Pawlowhauses in der Schlacht von Stalingrad, die am 4. Mai 1985 eingeweiht wurde. Auch gehörte er zum Autorenkollektiv des Wolgograd-Generalplans.
Masljajew war Mitglied des Sowjetischen Komitees für Friedenssicherung und Vorsitzender des Wolgograder Komitees für Friedenssicherung. Er war Angehöriger der Parlamentarischen Versammlung der Organisation für Sicherheit und Zusammenarbeit in Europa (OSZE).

## Ehrungen, Preise
- Medaille „Für Verdienste im Kampf“
- Tapferkeitsmedaille
- Orden des Roten Sterns
- Orden des Vaterländischen Krieges II. Klasse, I. Klasse
- Leninorden
- Orden der Oktoberrevolution
- Orden des Roten Banners der Arbeit[2]
- Ehrenzeichen der Sowjetunion
- Verdienter Architekt der RSFSR
- Verdienter Architekt des Volkes der UdSSR (1976)[1]

## Werke

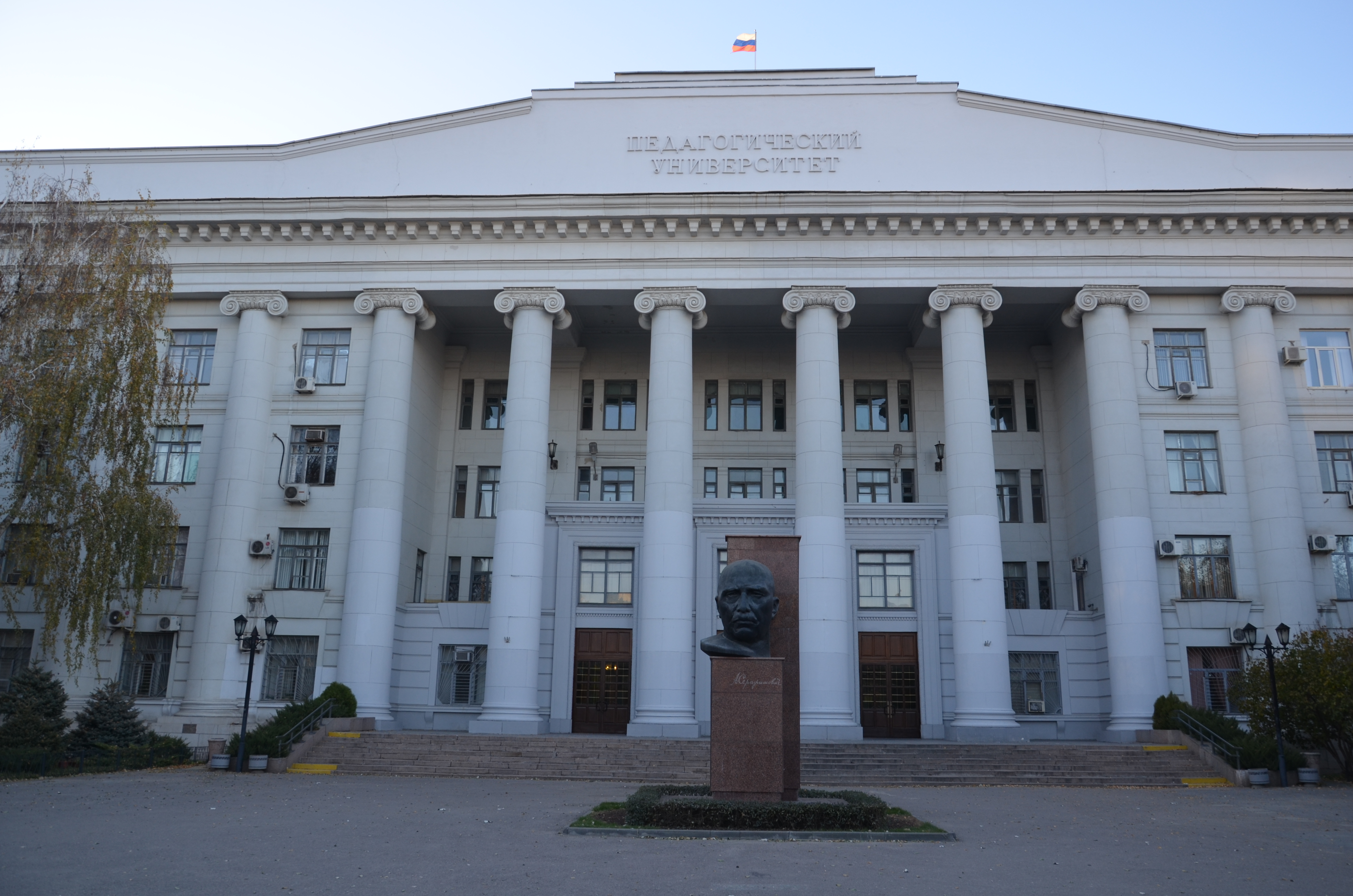
Pädagogische Universität Wolgograd
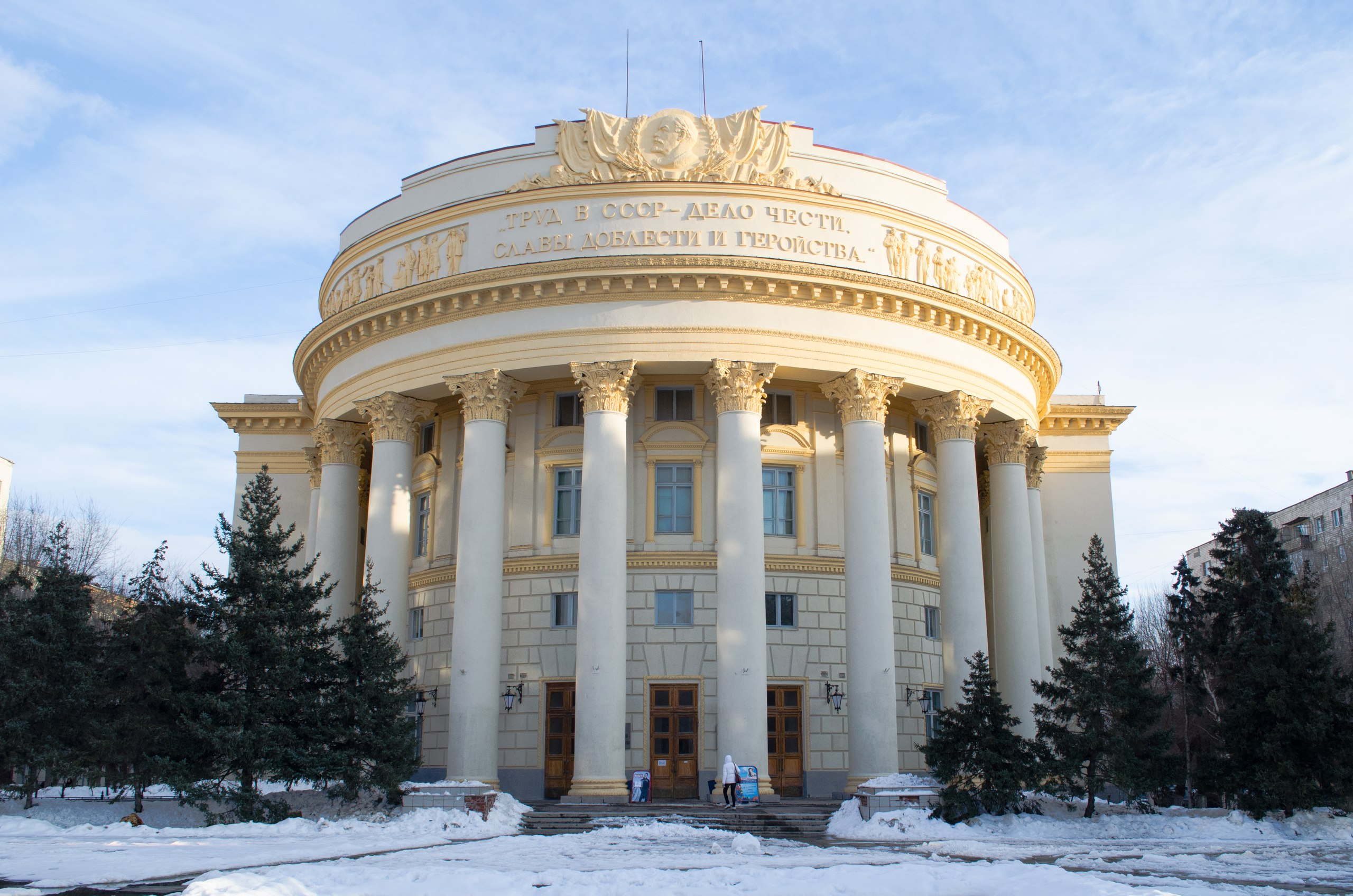
Palast der Arbeit, Wolgograd
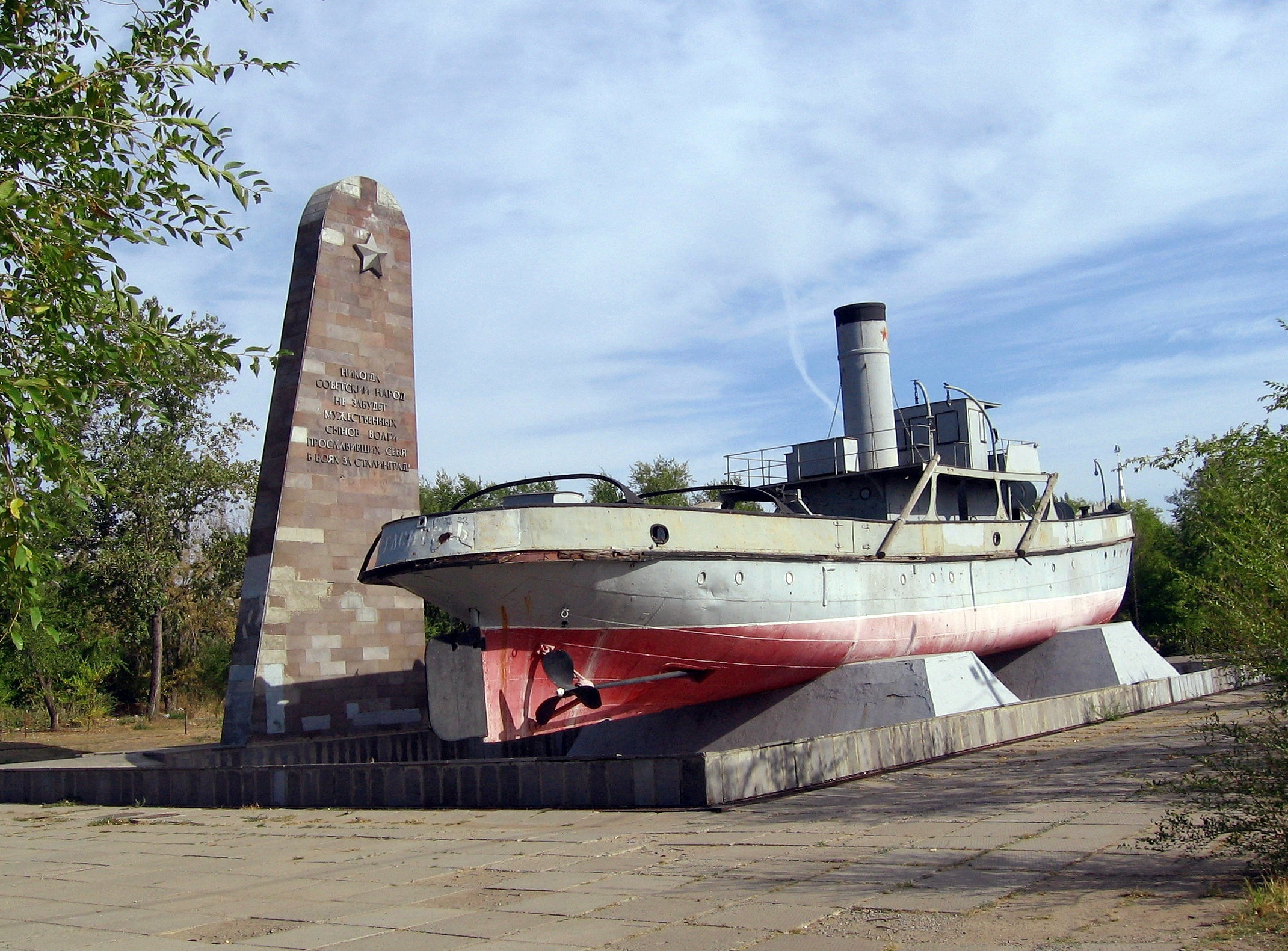
Gassitel-Denkmal, Wolgograd
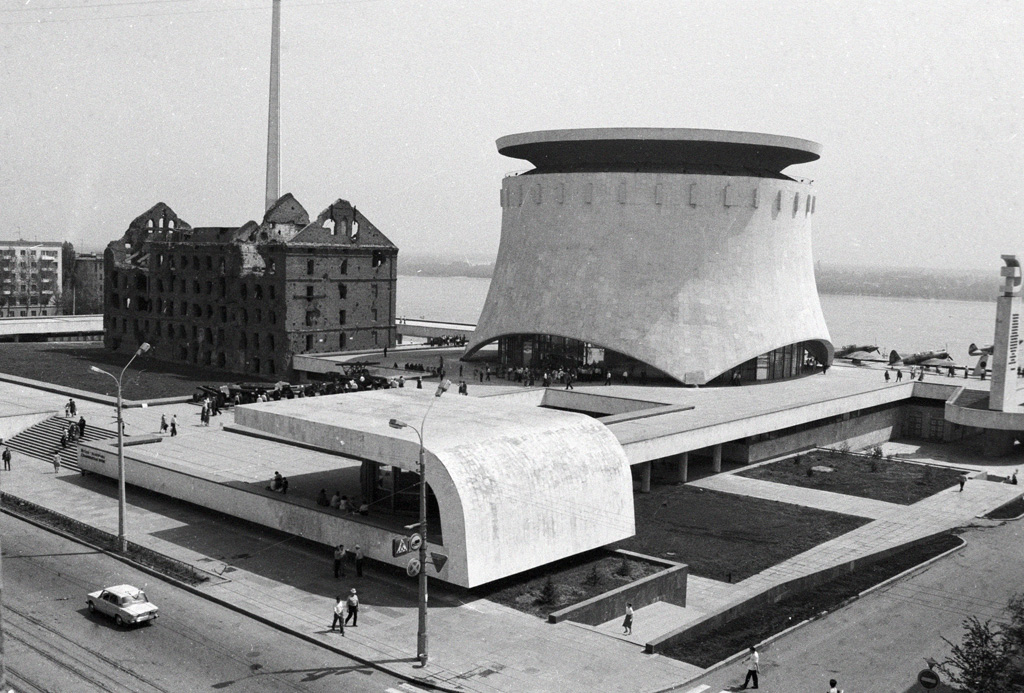
Stalingradschlacht-Panoramamuseum Wolgograd
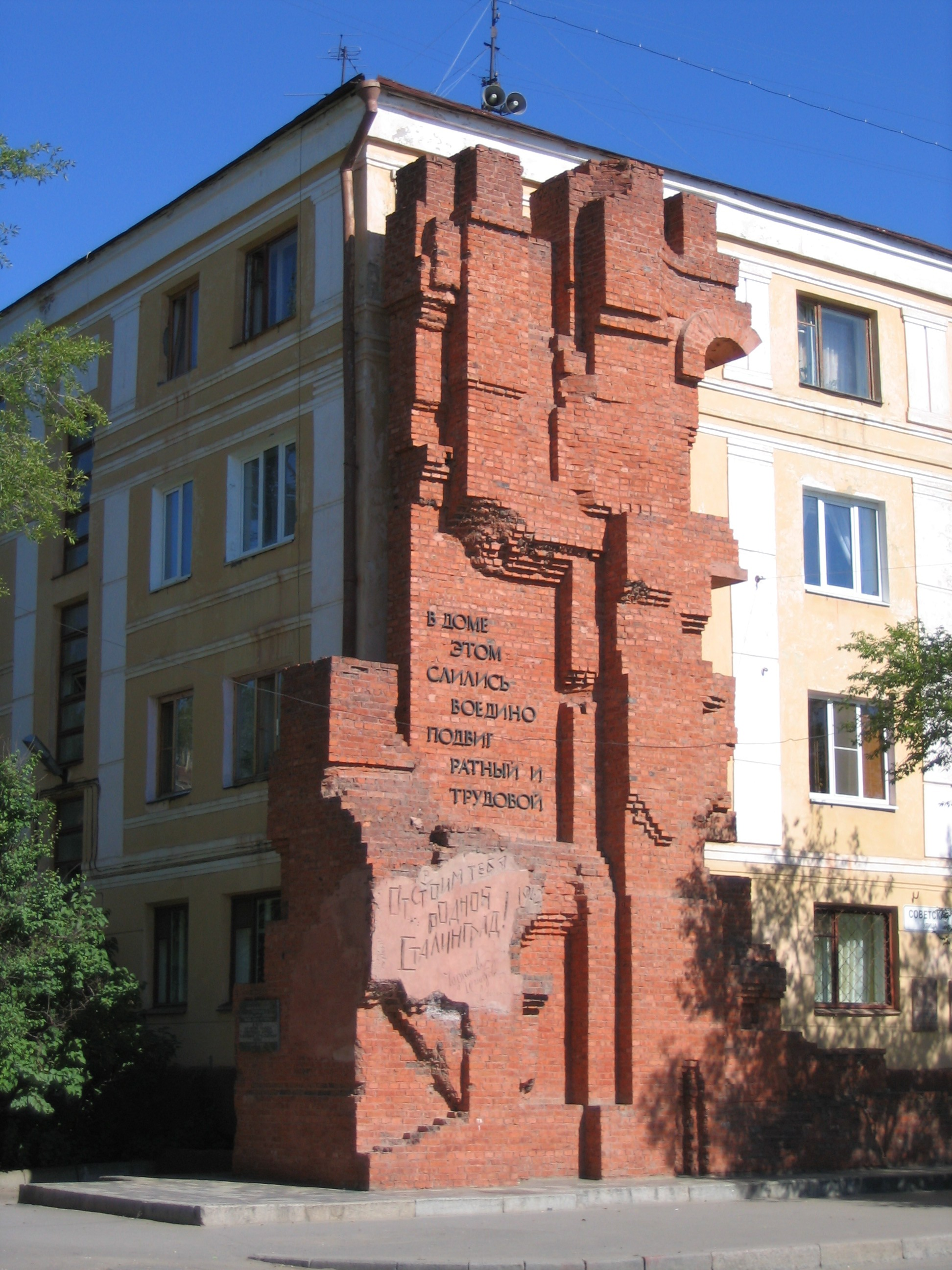
Pawlowhaus-Gedenkwand, Wolgograd